# Aspidoscelis burti
Aspidoscelis burti là một loài thằn lằn trong họ Teiidae. Loài này được Taylor mô tả khoa học đầu tiên năm 1938.